# García Sarmiento de Sotomayor
Don García Sarmiento de Sotomayor, secondo conte di Salvatierra e marchese di Sobroso (Spagna, 1595 circa – Lima, 26 giugno 1659), fu viceré della Nuova Spagna (dal 23 novembre 1642 al 13 maggio 1648) e viceré del Perù (dal 1648 al 1655).

## Gioventù
García Sarmiento de Sotomayor nacque in Spagna nell'ultimo decennio del XVI secolo. Era un discendente di Diego de Sarmiento, commendatore dell'Ordine Militare di Alcántara.

## Viceré della Nuova Spagna
Quando Diego López Pacheco Cabrera y Bobadilla, viceré della Nuova Spagna, fu sospettato dalla corte spagnola di possibili collegamenti coi ribelli portoghesi, re Filippo IV di Spagna nominò Sarmiento de Sotomayor al suo posto. López Pacheco fu sostituito dal vescovo Juan de Palafox y Mendoza prima dell'arrivo del nuovo viceré. Palafox tenne il ruolo per pochi mesi. Giunse a Città del Messico il 23 novembre 1642, assumendo l'incarico. Trovò tranquilla la colonia, al contrario di buona parte del resto dell'impero spagnolo.
Come i precedenti viceré, si trovò presto ad affrontare le gravi inondazioni della città (1645). Il canale di Nochistongo fu ostruito, e questo permise all'acqua del lago Zumpango di confluire nel lago Mexico, alzandone il livello ed allagando parte della città. Il viceré ordinò di pulire il canale e di rimuovere le ostruzioni.
Il viceré inviò poi una nuova spedizione (1648) per esplorare, conquistare e colonizzare le Californie, ma la spedizione tornò senza aver trovato la terra più interessante. Sarmiento fondò anche la città di Salvatierra, Guanajuato, stabilendo il presidio di Cerro Gordo sulla strada che univa Città del Messico alle miniere di Parral. Stipulò trattati di pace con varie tribù indiane sulla frontiera settentrionale, e sedò le ribellioni delle altre tribù. Celebro degli autodafé nel 1647 e nel 1648. Il famoso imbroglione messicano Martín Garatuza fu uno di quelli puniti nel 1648.
Sarmiento de Sotomayor ricostruì gli acquedotti per rifornire di acqua Città del Messico. Richiese l'uso di marche da bollo su documenti ufficiali, cosa che i suoi successori provarono senza successo. Il 13 maggio 1648 lasciò il governo della Nuova Spagna al nuovo viceré Marcos de Torres y Rueda, vescovo dello Yucatán.

## Viceré del Perù
Lo stesso mese partì per il Perù, per assumere la carica di viceré. Restò viceré del Perù fino al 1655, continuando poi a soggiornarvi fino alla morte avvenuta nel 1659.